# Giuseppe Malatesta Garuffi
Giuseppe Malatesta Garuffi (Rimini, 1649 o 1655 – Rimini, 1727) è stato uno scrittore, poeta, bibliotecario e presbitero italiano.

## Biografia

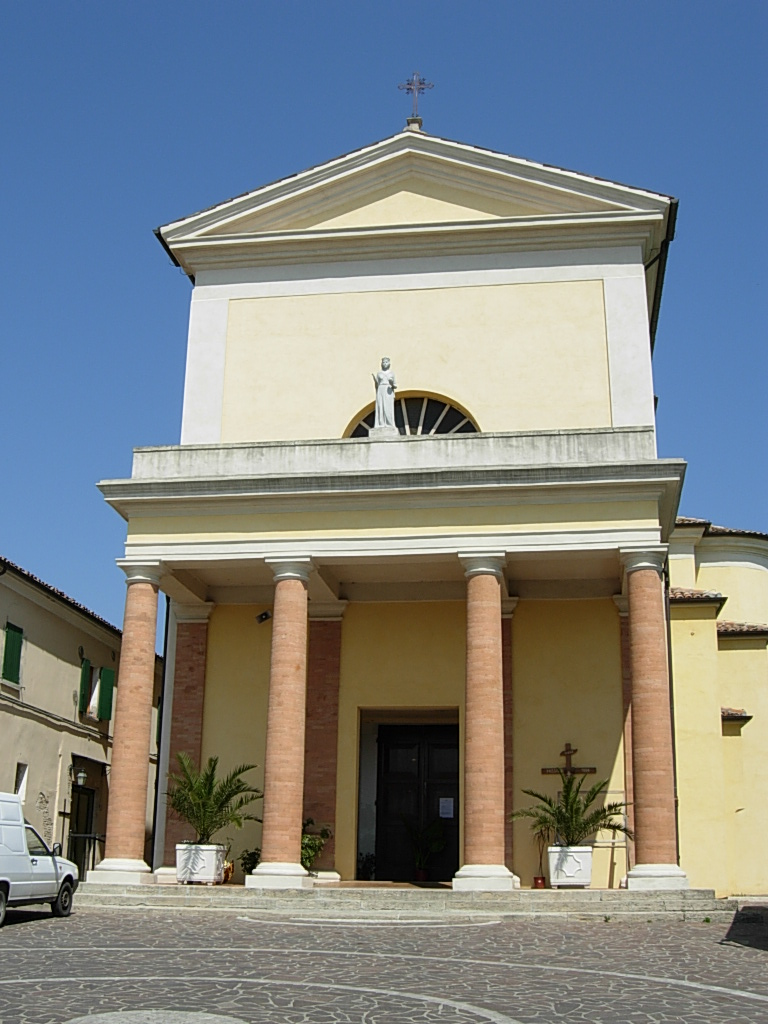
Misano Adriatico: chiesa dei SS. Biagio ed Erasmo

La sua vocazione allo studio convince il padre, che avrebbe preferito destinarlo alla professione di orafo, a consentirgli di trasferirsi a Roma per studiare giurisprudenza, filosofia e teologia. Durante il soggiorno romano frequenta gli ambienti letterari e aristocratici della città, scrive i suoi primi componimenti poetici, successivamente raccolti in Rime e poesie (Rimini, 1682) ed entra nell'Accademia degli Infecondi e in quella dell'Arcadia ove assume il nome di Agamede Sciatio.
Terminati gli studi, torna a Rimini ove dal 1678 al 1694 opera come conservatore della locale Biblioteca Civica Gambalunga e nel 1687 ottiene una cattedra di filosofia per le scuole pubbliche.
Nel 1698 Malatesta Garuffi, del quale non sappiamo l'anno di ordinazione sacerdotale, è nominato arciprete della chiesa dei Santi Biagio ed Erasmo a Misano Adriatico, (località dell'odierna provincia di Rimini). Due anni dopo, tornato nella città natale, diviene parroco prima nella chiesa di Santa Maria a Mare, poi, nel 1712, in quella di Santa Maria in Argumine.
Tra il 1705 e il 1708 è il curatore della rivista Il Genio de' letterati, edita a Forlì nella stamperia di G. Felice Dandi.
Malatesta Garuffi è autore di numerose pubblicazioni, fra le quali si ricorda L'Italia Accademica, una storia delle accademie italiane. Di essa apparve a stampa (Rimini, 1688) soltanto la prima parte. La seconda è conservata manoscritta presso la Biblioteca Civica Gambalunga.

## Opere
- Il Sole Tramontato. Orazione funerale, In Rimino, 1674.
- Poetici Musei Tesselatio. Disticorum Centuriae, Forolivii, 1675.
- La finta maschio. Comedia, In Bologna, 1676.
- Il Rodrigo dramma per musica d'un solo personaggio, In Roma, per il Tinassi, 1677.
- Zampilli poetici. Sonetti vari, In Venezia, 1678.
- La dama moribonda, In Cesena, 1680.
- Della virtù sopranatorale degli Agnus Dei, In Rimino, 1680.
- Topografia alfabetico-istorica di tutti i comitati dell'Ungheria dedicata alla santità di N. S. Innocenzo XI, In Bologna, per Giacomo Monti, 1684.
- L'Italia accademica; o sia Le accademie aperte a pompa, e decoro delle lettere più amene nelle città italiane, In Rimino, per Gio. Felice Dandi, 1688.
- Lucerna lapidaria, quae titulos, monimenta, epitaphia, inscriptiones, ac sepulchra, tum gentilium, tum christianorum Via Flaminia, & Arimini scrutatur, Arimini, ex typographia Didaci Dominici Ferraris, 1691.
- Della vita di S. Gioseppe sposo adorabile della Gran madre di Dio libri cinque, In Venezia, appresso Andrea Poletti, all'Italia, 1692.
- Vita e miracoli del b. Amato di Saludeccio, In Venezia, appresso Andrea Poletti, 1693.
- Il parroco all'altare, che spiega al diletto suo popolo gli evangelj di tutte le domeniche, e altre feste dell'anno, In Venezia, per Andrea Poletti all'Insegna dell'Italia, 1698.
- Il parroco catechista; o' sia il parroco nelle scuole della dottrina cristiana, che istruisce fanciulli, e uomini d'ogni età, e condizione nelle cose della fede, In Venezia, per Andrea Poletti, all'Italia, 1700.
- La biblioteca manuale degli eruditi divisa in centotrenta titoli, In Venezia, appresso Andrea Poletti, 1704.
- Il parroco nel confessionale, che esamina, ed emenda le colpe de' penitenti. Libri due, In Venezia, presso Andrea Poletti, 1704.
- Il confessore delle monache, che esamina, ed emenda le colpe delle religiose alla di lui cura commesse. Libri due, In Venezia, appresso Andrea Poletti, 1707.
- Il parroco nella sua residenza [...] opera necessaria ed utile a tutte quelle persone ecclesiastiche le quali hanno assunto il carico di pastori d'anime ..., In Venezia, presso Andrea Poletti, 1713.

### Edizioni recenti
- Il maritaggio della virginità. Rappresentazione sagra, a cura di Claire Vovelle, prefazione di Piero Meldini, Rimini, Raffaelli, 2006.

### Opere digitalizzate disponibili in rete
- Il Rodrigo dramma per musica d'un solo personaggio, Roma, 1677. Google libri.
- Il parroco all'altare che spiega al diletto suo popolo gli evangelj di tutte le domeniche..., Venezia, 1758, Google libri.